# ファンタジスタドール
『ファンタジスタドール』（FANTASISTA DOLL）は、フッズエンタテインメント制作による日本のオリジナルアニメ作品。関連企画として小説、コミック、ゲームなども制作され、メディアミックス作品プロジェクトでもある。

## 概要
谷口悟朗立案、アンバーフィルムワークスプロデュースによるオリジナルアニメーションである。アニメーション制作を担当したフッズエンタテインメントにとっては、オリジナルアニメーション初制作元請作品である。2013年7月から10月まで、毎日放送・TOKYO MX・BS11・AT-X・ニコニコ生放送で放送された。関連企画として小説、コミック、ゲームなどのメディアミックス展開も行われた。
アニメ コンテンツ エキスポ 2013にて開催されたトークショーで企画の立案からアニメについて本作のクリエイティブプロデューサーを務めた谷口悟朗、東宝プロデューサー岡村和佳菜、このトークショーで司会を務めたニッポン放送アナウンサー吉田尚記、本作の主人公である鵜野うずめ役の声優大橋彩香の四人で対談している。
谷口は以前から可愛い女の子たちが登場して活躍するアニメを手がけたいと思っていたが、アニメーション制作会社から発注も来ず、谷口自身から営業をかけても反応が芳しくなかったので、本作の企画を立案した。立案した企画書をアンバーフィルムワークスの池口和彦らのもとへ持ち込み、クリィミーマミや、ミンキーモモのようなジャンルを真っ向勝負でしましょうとプレゼンした。
谷口と東宝との関係は2012年のTOHOシネマズ学生映画祭で主催者側から招聘されたことがきっかけで、アニメーションにより関わっていきたいという構想を持つ東宝はセルの販社としてだけでなく、制作現場についても関与したいという話もあり、本作をその第1弾として話が進められていった。その際谷口がクリィミーマミや、ミンキーモモのようなジャンルの企画を持ち込んだことに意外性を感じたが、企画の内容に彼らしさが垣間見られたと岡村は述べた。
アニメ雑誌に本作品の企画が進行中である旨を掲載したところ、色々なところからオファーが舞い込み、2013年7月の放送開始に合わせて、ソーシャルゲーム企画や、コミカライズ企画などが進行し、テレビアニメの放送に先駆け、『ニュータイプエース』（角川書店）2013年よりアニメでキャラクター原案を務めるAnmi作画（協力：遠野明里）によるコミック版と、『コンプエース』（角川書店）2013年7月号(2013年5月発売)よりアニメーションのコミック版が連載を開始している。同年9月2日よりスマートフォン用ゲームの正式運用も開始している。(後述)
後にプロジェクトの幅が広がり、全体を見られるポジションにふさわしいとして谷口がクリエイティブプロデューサーに、アニメーションについては斎藤久に監督を任せることになった。斎藤の起用理由について、谷口は作品がしっかりしすぎると子供向けになってしまうので、より多くの人に作品を楽しませるためにフェチの要素が必要であると考え、これを実現できる監督を考えたところ行き着いた結果という旨を述べた。
キャラクター原案に2013年3月に大学を卒業したばかりのほぼ新人であったAnmiを起用谷口はアンバーフィルムワークスの池口から彼女を紹介され、「とても線が新鮮で面白い」と起用することにした。吉田は本作のスタッフリストを見て、「全く知らない方の描いた絵が超いい絵だった」という彼女の話が一番気になったと話している。また、Anmiのカバーにも回れるよう『とんでぶーりん』や、『ギルティクラウン』、『八犬伝―東方八犬異聞―』でキャラクターデザインを担当した加藤裕美を制作陣に組み入れた。
美術監督に池田繁美を、色彩設定に岩沢れい子、編集に森田清次、音響監督に鶴岡陽太を招聘。彼らの起用理由について、起用しておかないと彼らに忘れられてしまうからと谷口は述べた。これについて吉田は「定期預金を下ろした」と銀行口座に例えている。一方、谷口は東宝との付き合いについて、作品制作において本作が初めてであることから、「新規口座」と例えている。
脚本については木村暢や、柿原優子が参画することがトークショーのエンディングで明らかになっている。
上記のような陣容に、「安心感のある方たち」であると、岡村は評価している。
制作会社は『謎の彼女X』を手掛けたフッズエンタテインメントを選定。谷口は制作会社の選定は重要な要素であると感じ、これをどうするか考えたときに閃いた。また、谷口が『鉄のラインバレル』を手掛けたときのプロデューサーの一人がフッズエンタテインメントの永井理だったという縁もある。
オーディションで大橋をメインヒロインであるうずめ役に起用。谷口はオーディションには行かず彼女の声だけを聞いて、メインヒロインにふさわしいだろうという理由で決めた。その「ふさわしい」という言葉を具体化すると次の通りである。大橋の性格がなよなよしているが、凛とした意思があるところ。もしも窮地に陥る場面になっても、その性格によって「主役としてそれ以上引く必要のない強さが出る」と思った。また、谷口は大橋についてその性格が天性の才能の部分もあり、その部分が目立ったからとも評し、起用の理由ともしている。オーディションに出席した岡村も、大橋のキャラクターも含めてうずめ役にぴったりであると評している。この谷口の評価について大橋は「嬉しい」と返した。このトークショーでの大橋の衣装は作中に登場する学校「私立聖悠学館・中等部」の制服である。Anmiの設定に基づいて描かれたキービジュアルの服装を再現したもの。大きなリボンとベレー帽のような帽子が特徴で、靴下がカラフルな柄になっているこだわりよう。そのためアニメでは表現が難しく、パーツを外すかもしれないと谷口が言及するほどであるが、大橋はこの制服を「超かわいい」と気に入っていた。このステージでの発表でコスパから製品化する計画が公表された。また、この衣装は大阪MBSでの放送開始に合わせて開催された「うずめのお仕事 in 大阪」でも披露された。
谷口は本作品をゆくゆくは宝塚歌劇で上演されている『銀河英雄伝説』や、『11人いる!』のようなものにしていきたいと目標を掲げていた。

## あらすじ
ドールの描かれたカード。これを「ファンタジスタドール」と呼ばれている。このカードを入手した主人公の鵜野うずめはそのマスターとなり、ドールたちとの友情を深めたり、ライバルとバトルで対峙したりする物語。

## 登場人物

### カード部
チーム名は「マスカレード☽カレー☆ウキウキ」。
鵜野 うずめ（うの うずめ）
声 - 大橋彩香
本作の主人公。私立聖悠学館中等部の2年A組。誕生日は12月24日。昔は「タナセの白い稲妻」の異名を取るほどの凄腕カードバトラーで、小学生の頃に中学生相手にも引けを取らない腕前を誇っていたが、現在はカードから離れている。ホラーが苦手で、戦闘中にその手のカードを使われただけでパニックを起こす。
電車の中で何者かからデバイスを鞄に入れられ、その後かがみに襲われた際に契約しカードマスターとなる。マスターとしては珍しくドールを友人のように考えており、度々ドール達からもその特異性を指摘されている。
はっきりと拒否の意思を示せない気弱な性格で、それが周囲の人々を知らず知らずの内に傷つけていることをささらに指摘されてからは反省し、態度を改めた。
うずめのドール
以前は謎の研究施設で暮らしており、その後デバイスごとうずめの手に渡った。5人とも前マスターは小町で、彼女のドールであるソネット復活のために成長を目的としてうずめに渡されていた。マスターとして未熟なうずめを「へっぽこマスター」と呼び、ドールとしては珍しくマスターと友人として付き合っている。強い絆をラフレシアの君に見出され、第7話でカノン砲型の協力技「協力カノン」を手に入れた。
ささら
声 - 津田美波
カードナンバーURD0027。設定誕生日10月10日。設定年齢16歳。リーダータイプの好奇心旺盛なドール。万能型でフェンシングで戦う。カナヅチで水が苦手なのが弱点。食いしん坊。嫌いなものは嘘と裏切り。これは、前マスターに捨てられた事も関係している。
当初はマスターとして未熟なうずめに対して反抗的な態度を取っており、嘘泣きや身の上話で同情を誘うなど姑息な手でうずめを戦わせようとしていたが、ドールを大切に思ううずめと接する内に信頼関係を築いてゆく。
本来のマスターである小町が現れたことで以前の記憶を取り戻し、所有権の話で揉めた際に追い詰められたうずめの言葉に傷付き不採用通知を申し出る。その後は小町のドールになったかと思われたが、実はマスターの権限は移っておらず、決意を固めたうずめの下に戻った。
カティア
声 - 徳井青空
カードナンバーURD0333。設定誕生日3月3日。元気でわがままお姫様タイプなドール。ラフレシアの君の臭いセリフにうっとりするなど、外見相応に幼さを持つ。戦闘時はマフラーの飾りをかんしゃく玉のように投げつけたり、羽の生えた靴で自由に飛び回る。また、戦闘時のコスチュームでは眼鏡を掛ける。アビリティ「無自覚ラッキー」が発動すると本人の自覚無く幸運に恵まれる。
うずめのお小遣いがピンチになった際に請けたアルバイトで偶然みこと出会い友人となった。
しめじ
声 - 赤﨑千夏
カードナンバーURD0151。設定誕生日4月6日。料理やお菓子作りが得意な妹タイプのドール。絵はあまり上手くないが想像力は豊かで、うずめのパーソナルマークを考えたのも彼女である。お洒落好き。徒手格闘で戦う。おっとりしているが、キレると「ステゴロのしめじ」と称される高い格闘能力を発揮する。
いつも人懐っこく振舞っているが、以前のマスターに裏切られた過去があり、当初はうずめに対しても本心から信頼することができなかったが、ピンチから身を張って助けようとしたうずめを見て、改めてマスターを信用しようと思い直した。
小町の正体が発覚した際は4人（マドレーヌは先に正体を知らされた）の中で真っ先に小町への愛情を取り戻していたが、うずめとの絆も失われていなかったらしく、後にささら達と共にうずめの下に戻っている。
小明（あかり）
声 - 長谷川明子
カードナンバーURD1911。設定誕生日1月21日。設定年齢17歳。無口で陰気なゴスロリファッションタイプのドール。クーリングオフを迫るうずめを脅すなど、強かな面も見せる。銃器にはうるさい。戦闘時はヨーヨーを使う。
過去に一度捨てられた身でありながらマスターと仲良くなって行く仲間達に複雑な感情を抱いていたが、本心では自分もうずめを慕っており、みいなの誘いも断っている。
マドレーヌ
声 - 大原さやか
カードナンバーURD0093。設定誕生日10月20日。天然なお姉さまタイプのドール。戦闘時の武器は薙刀。マスターに対する忠誠心は5人の中でも随一だが、少々口うるさい。一度耐えかねたうずめにミュートにされてしまい、うずめに捨てられることを恐れていたが、彼女が友人として接しようとしていることを知りわだかまりが解けた。
芸術の才能があり、絵画が得意。幼いカティアに対しては保護者のように接するが、お菓子を前にした際は他のドールと変わらない反応を見せる。
プロトゼロと交戦した際に敗北し、カードを奪われてしまう。その後は小町のドールとして従っており、記憶の封印が解かれていたためかマスターに対する忠誠を見せている。ポーカー勝負でうずめが勝利した事でマスターの権限はうずめに移り、後にささら達と共にうずめの下に戻っている。

戸取 かがみ（とどり かがみ）
声 - 三澤紗千香
委員会の一員で、うずめのライバル。中等部1年B組の転校生。いつも不機嫌そうな顔をしており上級生のうずめにもふてぶてしい態度を取るが、まないの前では猫を被っており少女らしさを見せる。うずめが持つカードを回収するべく未契約のうずめに襲い掛かるも、ささらを喚び出したうずめに敗北し、逆に『くのいち くう』のカードを奪われてしまうが、後にうずめから返却された。その借りを返すためか、自分と同じ委員会に所属する少年からカティアを護った。その後は「うずめは自分が倒す」と主張し、委員長に余計な手出しをしないよう進言している。
数年前の失踪事件で行方不明となった兄・戸取真（当時17歳）の行方を捜しており、そのため委員会の命でうずめのカードを狙うが、友達となったうずめに攻撃を続けることが出来ずアンヌから除名を言い渡された。その後、兄の行方はラフレシアの君と三笠が探すと確約した。
かがみのドール
くのいち くぅ
声 - 大亀あすか
カードナンバーURD0901。戸取かがみのドール。くノ一の名のごとく、忍者の格好をしている。武器は忍者刀やクナイ、手裏剣で、合体技「協力ブレード」の際は巨大手裏剣に乗る。
初戦でうずめに奪われ、暫くうずめのデバイスの中にいたがうずめとかがみが再会したときに返されている。
リーリン スーパー1
声 - 山岡ゆり
戸取かがみのドール。カンフー風。徒手空拳で戦う。
マゾーン
声 - 本多真梨子（テレビアニメ）・門脇舞以（ガールズロワイヤル）
戸取かがみのドール。アマゾネス風。武器は弓。
ラムキュー
声 - 田中メイ（テレビアニメ）・小林ゆう（ガールズロワイヤル）
戸取かがみのドール。バイキング風。武器はハルバートと木製盾で、カティアを軽々と持ち上げるほど力持ち。
A.S.（エーエス）
声 - 三澤紗千香（テレビアニメ）・浅川悠（ガールズロワイヤル）
戸取かがみのドール。アサシン風。武器はカギ爪や投げナイフ。

羽月 まない（うづき まない）
声 - 上坂すみれ
うずめの幼馴染で同級生。普段は天然な反応をするが他人の気持ちには敏感な部分がある。うずめを自分の設立したカード部に勧誘するも返事は芳しくなく、またうずめが本心ではカード部に入るつもりが無いことも見抜いており、ネガティブな感情を利用されてしまう。
うずめの知らぬ間にカードマスターとなっており、アロエに操られて感情のままうずめを襲撃するも敗北し洗脳が解かれた。その後はマスター同士、ドールも含めて仲間となっている。カード部にはかがみも所属しており、三人の名前の頭文字から取った「マスカレード☽カレー☆ウキウキ」をチーム名として提案した。
なお、いつの間にかかがみともドールのマスターである事を明かし合っていたらしく、部室でドールを召喚する事に特別な反応は見せていない。かがみと共にうずめの窮地に助けに入る事もある。
まないのドール
トゥネ
声 - 本多真梨子
まないのドール。テニス部がモチーフ。爆発するテニスボールを撃ちこむ攻撃が得意。
ゆがけ
声 - 長妻樹里
まないのドール。弓道部がモチーフ。
すずり
声 - 小岩井ことり
まないのドール。書道部がモチーフ。書道で会話する。得意技は相手の恥ずかしい過去を書き出す精神攻撃。
ポンポン
声 - 原嶋あかり
まないのドール。チア部がモチーフ。仲間の能力を強化する。
うきわ
声 - 小岩井ことり（テレビアニメ）・内山夕実（ガールズロワイヤル）
まないのドール。水泳部がモチーフ。

### 希望相互扶助委員会
ファンタジスタドールを狙っている組織。通称「委員会」。うずめを「第一級敵対者」として狙っている。
「委員会の細胞」として指令を遂行することで希望ポイントが加算され、ポイントによって可能な限り希望を叶えられると各マスターに伝えられている。

#### 上層部
清正 小町（せいしょう こまち）
声 - 名塚佳織、小岩井ことり（幼少期）
うずめの通う学校の高等部の生徒で、アイドル的存在。雑誌では人気投票1位を取る程のカリスマ読者モデルでもある。うずめから相談を受けるのが好きだと語り、高校生らしい的確なアドバイスを返すなどしてうずめからは慕われている。
ポーカー勝負に負けたアンヌの代わりにうずめにマドレーヌを返しに自ら出向き、委員長だと明かした。
ささら達の元ドールマスターであり、かつて自分のドールであったソネットを復活させるために、うずめを使ってささら達の成長を促そうとしていた。常に笑顔かつ柔らかな物腰で相手に接するものの、自身の目的を果たすためにうずめを利用し、ささら達も道具と見なしているなど冷徹な面も持つ。うずめを第一級敵対者としたのも、ソネットの復活のためのカードデータを収集していたが、自分の元ではささら達の成長が見込めないと判断したためであった。うずめとささら達に敵をぶつけることで絆を深めていくよう促していた。
委員長のドール
プロトゼロ
声 - 小岩井ことり
カードナンバーURD0000。委員長のドール。うずめやかがみ達のドールが全員で挑んでも勝てない圧倒的な実力を持つ。当初はアンヌのドールと思われていたが小町のドールであった。
ソネット亡き後、オリジナル開発者から譲り受けたドール。無にして虚の存在は無限に強くなる可能性を秘めており、あらゆるドールのパターンを受け止め、他のドールの全ての攻撃が通用しない。
かつて小町のドールであったソネット復活のための素整体で、本人が意思らしきものを見せる事は通常無いが、うずめとの戦いで涙を流した。
ソネット
声 - 小岩井ことり
小町のドールにして、大切な友達と呼ばれる存在。本編の始まる以前に既にデータが消滅している。
小町の身代わりとなってトラックと衝突事故を起こした際に、カード自体が破壊されたため、身体はデータごと消滅。以降、小町はソネット復活のために力を尽くし委員会を結成するに至った。
最後、うずめ達の尽力によって復活を果たした。
アンヌ
声 - 明坂聡美
委員会の一員で当初委員長と思われていたが、実は委員長の片腕で「書記」と呼ばれる人物。小町が正体を明かすまで委員長の影武者を務めプロトゼロを操る。マドレーヌを奪いうずめにポーカーの勝負を仕掛けるもうずめに負ける。小町の希望を叶えるため小町の計画を独自に検証するなど、組織上の関係にとどまらない友人である。

#### メンバー
吉良 一成（きら かずなり）
声 - 松岡禎丞
委員会の一員。うずめやうずめのドール達からは「残念王子」と呼ばれている。過去にフラれた女性に執着しており、思い出の品が入った金庫の鍵を開けるために活動している。ドールを道具としか思っておらず、目的のためにアロエを自爆させようとしたことでドールから「伝説の不採用通知（契約解除）」を告げられ、制裁を受けた。過去にはドールの事を知ってか知らずか、捨てられたばかりのアロエを救っており、根っからの悪人という訳では無い。
うずめがリカバリーのカードを使ったことでアロエが復活したのを見て、すぐさま改心し「全ては自分の愛の未熟さ故の過ち」「愛とは罪深き物」と言い残した後、カードの大半をうずめに譲り渡し去って行った。
吉良のドール
アロエ
声 - 南里侑香
カードナンバーURD1912。吉良のドール。和風メイドタイプ。鎖鎌を武器とする。占い師を装いまないに催眠術をかけて操り、うずめを襲わせた。口では「マスターのため」と割り切っているが、本心ではうずめ達と戦うことに迷いがある。水上での戦いも得意であり、ささらを圧倒する強さを持っている。
しめじとは昔、前のマスターである小町の下に仕えていた。小町と別れた後に吉良に拾われており、そのことが吉良への忠誠に繋がっている。吉良の横暴で一度は命を落としたが、うずめのリカバリーカードのおかげで生き返る。ほかの二人とは別に、彼女だけ吉良の下に残った。彼女だけが吉良の理解者でもある。
チャンパ
声 - 照井春佳
吉良のドール。ファミレスメイドタイプ。今のマスターには不満があり、契約破棄宣言後、うずめの下に行く。
第6話に、バジルと共に再登場している。
バジル
声 - 大亀あすか
吉良のドール。執事メイドタイプ。チャンパと同じく、契約破棄宣言後、うずめの下に行く。

山田 海洋（やまだ うみひろ）
声 - 松元惠
委員会の少年カードマスター。委員長に依頼されカティアを襲おうとするが、かがみに撃退される。
海洋のドール
プチット
声 - 長妻樹里
海洋のドール。看護師がモチーフ。巨大注射器を持つ。
しいの実
声 - 本多真梨子
海洋のドール。保育士がモチーフ。大きなヒヨコを乗せているベビーカーを使う。
デッドライン
声 - 三澤紗千香
海洋のドール。漫画家がモチーフ。
タルト
声 - 名塚佳織
海洋のドール。パティシエがモチーフ。
のほほん
声 - 上坂すみれ
海洋のドール。花屋がモチーフ。

瑠々川 みいな（るるかわ みいな）
声 - 潘めぐみ
ゴスロリファッションで人形（ドール）になろうとしているクラスA+のカードマスター。カードの扱いが上手い。「献身」こそがこの世で最も美しいと考え、彼女のドールをマスターと呼びドールの命令を聞き、行きつけの人形館では人形に成りきっている。委員会の一員であるが委員会の指示より、あくまでもマスターであるドールの命令を優先している。
幼い頃から母親（声 - 川島悠美）には「着せ替え人形のように大切に」育てられており、常々「一番美しい人になりなさい」と言われていた。しかし7歳のころ母親みいなを実家に預け慈善活動の旅に出ており、彼女はそれを同時期に負った小さな火傷が原因で捨てられたのだと思い込み、そのトラウマが戦いの原動力となった。右腕に巻いた包帯を「私の罰」と呼んでいる。
うずめとの戦いの最中に拘束解除カードの影響を受けて包帯が解かれ、その下に傷が無いことが発覚した際は「ファッションだから」と強がっていた。マドレーヌの説得で戦いを止め、その後はオフィーリアの「マスターではなく友達になって欲しい」という申し出を受けて今までの関係をやめている。
みいなのドール
オフィーリア
声 - 牧野由依
カードナンバーURD2000。みいなのドール。大きな傘が特徴のゴスロリファッションで、みいなのドールのリーダー。傘を武器とする。みいなに命令しつつも助けたいと思い、委員会に交換条件としてみいなのアザを直すことを条件にうずめに戦いを挑む。
アンチ
声 - 倉田雅世
みいなのドール。ゴスロリファッションで、黒いウサギの耳をリボンで結んでいる。
ニンフェット
声 - 大亀あすか
みいなのドール。ゴスロリファッションで、白い猫の耳にピンクのリボンを付けている。「今の環境は最高」と語るが、他のドールと同じくみいなのことを本気で慕っている。
ポンパドゥール
声 - 三澤紗千香
みいなのドール。ゴスロリファッションで、小さな王冠が特徴。ブーメランが武器。
ヴィヴィ
声 - 本多真梨子
みいなのドール。ゴスロリファッションで、オッドアイが特徴。コウモリを出す。

清水 潔（きよみず きよし）
声 - 千葉進歩
委員会の命でうずめを襲撃してきた体育会系熱血派のマスター。名ばかりのスポーツサークルが人気な事を妬み、そうしたサークルの会合をぶち壊しにするために委員会と契約した。
チーム清水のドール5人が一丸となって戦うが、うずめ達の協力カノンで倒される。カードは奪われることもなくその後も特訓している。
潔のドール
カーディフ
声 - 田中メイ
潔のドール。ゼッケン1番。
エディンバラ
声 - 大亀あすか
潔のドール。ゼッケン2番。
アムステルダム
声 - 照井春佳
潔のドール。ゼッケン3番。
バルセロナ
声 - 三澤紗千香
潔のドール。ゼッケン4番。
エドモントン
声 - 明坂聡美
潔のドール。ゼッケン5番。
チームでスクラムを組むことで鉄壁の盾を前方に張りながら突進する攻撃「ユニオンウォール」を使う。

リン
声 - 池澤春菜
チャイナドレスを着たドールマスター。小町と同じ雑誌の読者モデル。雑誌人気投票で小町に負け2位に甘んじているため、1位になるために委員会と契約し、うずめを狙い文化祭に現れる。
間が悪くすれ違ってしまい、うずめを見つけられず最後の手段として放送で呼び出すが、先に現れたかがみにあっさり返り討ちにされる。
リンのドール
幽幻
リンのドール。キョンシーがモチーフ。ネコ耳と白い尻尾が生えており、ゲームカードにはネコの縫い包みを肩に置いたイラストがある。
冥幻
リンのドール。キョンシーがモチーフ。狐耳と太い尻尾が生えており、ゲームカードには狐の縫い包みを肩に置いたイラストがある。
霊幻
リンのドール。キョンシーがモチーフ。犬耳と茶色い尻尾が生えており、ゲームカードには犬の縫い包みを肩に置いたイラストがある。
妖幻
リンのドール。キョンシーがモチーフ。白い耳と細長いムチの様な尻尾が生えている
精幻
リンのドール。キョンシーがモチーフ。細長く垂れた耳が生えており、ゲームカードにはウサギの縫い包みを肩に置いたイラストがある。

藤玖 純（ふじひさ じゅん）
声 - 花江夏樹
小町のクラスメイトで、文化祭で上映した映画研究部の自主映画監督。
創作活動に対するこだわりの強さからトラブルを起こし他の部員が退部する事態に陥りつつも、委員会に頼らずドール達と自主映画『エンドレスワルツ』を完成させたが、前衛的な内容であったため観客から不評を買う。ショックを受けているところにドールから投げかけられた言葉で「人を集めれば誰か評価してくれる」と思い込み委員会と契約、仮面を付けうずめに戦いを挑んだ。映画にちなんだ攻撃を仕掛け一時は優勢に立ったが、うずめのドール達によるたまねぎ刻み攻撃「オニオンスライスシャワー」の前に敗れた。
結局、委員会が集めた客も内容についていけなかったのか殆どが退席してしまっていたが、ただ一人最後まで鑑賞していたみこが「面白い」と感想を述べた事で涙を流した。
藤玖のドール
トーキー
声 - 長谷美希
藤玖のドール。映画録音部がモチーフ。藤玖の映画作りに協力し、彼の映画に懸ける情熱も理解している。
パーフォレーション
声 - 田中メイ
藤玖のドール。映画撮影部がモチーフ。
アプライエンス
声 - 大亀あすか
藤玖のドール。映画メイク担当がモチーフ。
スクリプター
声 - 照井春佳
藤玖のドール。映画記録担当がモチーフ。
レンブラント
声 - 小岩井ことり
藤玖のドール。映画照明担当がモチーフ。武器はレフ板。

### DIH
防衛省情報本部（DIH）。
カードとデバイスの技術が拡散しないように監視・保護する一方、ドールの成長の可能性を探るため、様々な人間にカードセットを与えてその様子を見守っている。
カードの奪い合いを助長する希望相互扶助委員会に対しては警戒態度をとっていたが、委員会がカード技術の悪用を目的としておらず、犯罪に直結する行為もないことから、最終的には特に干渉しないとの結論に達した。
ラフレシアの君 / 富士見 勲（ふじみ いさお）
声 - 保志総一朗
ファンタジスタドールのデバイスとカードをうずめに渡した謎の人物（まないにもカードとデバイスを渡している）だが、正体はDIHのメンバー。タキシードにマント、マイク付きのモノクルという奇妙な格好をしている。芝居がかったセリフをうずめやドール達に笑われているが、カティアだけは羨望の目を向けている。実はうずめの学校では富士見 勲という名前でうずめのクラスの担任やバードウォッチング部顧問を務める教師。担当教科は社会科。ラフレシアの君になるときは髪型と眼鏡と服装を替えるだけだがなぜかうずめ達は全く気づいていない。
なお、ラフレシアの君はささらが彼の初対面時のセリフから名づけたアダ名であるが、本人はそう呼ばれても特に訂正していない。
三笠 凛人（みかさ りんと）
声 - 津久井教生
ラフレシアの君と同居し、マスターやドール達のことも知っているDIHのメンバー。カレーをはじめとする料理が得意。

### その他のドール
デコレイション
声 - 金子有希
ささら達、ファンタジスタドールが生まれた場所に侵入者防止用のトラップカードとして使用されていた、アメリカ軍モチーフのドール。マスターはいない。
勝負に負けた後は、うずめのデバイスの中に滞在している。
メダーリア
声 - 小岩井ことり
デコレイションと同じく、トラップカードとして使用された、イタリア軍モチーフのドール。
勝負に負けた後は、うずめのデバイスの中に滞在している。
オールデイン
声 - 田中メイ
同じくトラップカードとして使用された、ロシア軍モチーフのドール。衛生兵として行動する。
オルデン
声 - 藤井ゆきよ
同じくトラップカードとして使用された、ドイツ軍モチーフのドール。通信兵として行動する。
デコラシオン
声 - 照井春佳
同じくトラップカードとして使用された、フランス軍モチーフのドール。
他のドール達と同じく、勝負に負けた後は、うずめのデバイスの中に滞在している。

### その他の人物
鵜野 みこと（うの みこと）
声 - 倉田雅世
うずめの母親。カードゲームが得意。「昔はギャンブラーだった」と語り、またうずめにも「出産も大きなギャンブルだった」と告げている。実際にポーカー勝負では演技と実力でアンヌを圧倒したが、夕飯の支度をしなければならなかったために途中で勝負を降りている。
鵜野 みこ（うの みこ）
声 - 山岡ゆり
うずめの妹の小学3年生。カティアのバイトを手伝った縁で彼女と親しくなる。少々ませた部分もあるが、根はカティアと同じく子供らしい。
岡崎 れいか（おかざき れいか）
声 - 本多真梨子
うずめのクラスメイト。ホラー好きでうずめによくホラーDVDを貸していた。
戸取 真（とどり まこと）
声 - 田中一成
行方不明であったかがみの兄。ドールやデバイスの元となったアイデアを提供した人物であり、ある組織に誘拐されたが海外で解放され、匿名の通報を受けたDIHに保護されていた。その後は再び誘拐されるのを防ぐため棚瀬のマスコットキャラ・ジミーの着ぐるみに入って活動しており、本編中でも幾度か登場していた。データが入っていないカード「希望」を所持していた。

## 用語
ファンタジスタドール
デバイスに登録したカードマスターが使役する謎の存在。データの塊で、基本的に少女の姿をしており、スイーツやお洒落を好むなど嗜好も少女のそれである。人間と同じ食事を摂り、入浴もする。しかし身体能力は人間のそれを凌駕しており、ドールに対するトラップカードなどを人間の力で解除する事は不可能。
通常はマニホールド空間という場所におり、カードより召喚ワード・LINGOで召喚される。非召喚時はデバイスで通話するか、周囲の空間のどこかに平面的に現れる。非戦闘時や装備解除時には素整体と呼ばれる肌着のよううな姿になる。入浴時には人間と同じく全裸になる事も可能。
マスターの望みを叶えるのが目的とされ、場合によっては他のドールと戦闘になる場合もある。個々の自我があり必ずしもマスターに従順というわけではない。戦闘で倒されるとカードに戻され、またマスターから一定距離離れるとマニホールド空間に戻されてしまう。傷付いたドールはリカバリーが必要になる。滅多にないことだがドールがマスターに対し契約解除の「不採用通知」を申し出ることもある。
小説『ファンタジスタドール イヴ』では、ファンタジスタドールの創造までに至った開発者たちの物語が描かれている。
カードマスター
デバイスを持ち、ファンタジスタドールを使役する者達。
ユークリッドデバイス
スマートフォンに似た、ドールを操るための機械。画面にはFDの文字が浮かぶ。通常は「デバイス」と呼称される。内蔵されたデータをカードとして実体化し、スキャンすることでカードに則した効果を発揮させる。
ドールとの通信にも使われる。また、他のデバイスが近くにあれば自身の所有するカードの移譲も可能。
カード
ファンタジスタドールのカードで、デバイスから取り出し召還する。デバイスでドールを呼び出す際は「アウェイキング」、カードに戻す時は「リジェクション」を唱える。LINGOと呼ばれる召喚ワード「天翔る星の輝きよ。時を越える水晶の煌めきよ。今こそ無限星霜の摂理にもとづいて、その正しき姿をここに表せ!」を唱えることでアウェイキングするが、「アウェイキング」のみ唱えたり他のワードで召喚する事もできる。
カードの種類はドールのカードが「フェアリーカード」、バトルコスチュームが「ライティングカード」、武器装備カードが「オーバルカード」、色々な効果を発するカードが「トラップカード」、今いる場所を戦闘空間にするカードが「フィールドカード」と呼ばれる。特にトラップカードがバトルにおいて重要な戦略として使われることが多く、「ちくわ」や「サバ」などいまいち役に立ちそうに無いカードも、使い方によっては有効となる。
協力カード
真にドールとの絆を深めたマスターだけが扱える、ドール全員の力を用いた合体技を発動する特別なカード。発動した技は『協力○○』と呼称され、それぞれのドールが出現させたパーツを組み合わせる（もしくはドール自身がパーツとなる）ことで完成する。発動の際、何故かマスターは小太鼓や和太鼓でドラムロールを行い、ドールと共に口上を唱えることで場を鼓舞する。複数人のマスターで発動する事も可能。その際はリーダーとなるマスターの合体技を強化したような形になり、うずめ・まない・かがみのドール総勢15名による『協力カノンデラックスバスター』は列車砲の形をしていた。

カードバトル
デバイスを持ったマスター同士による、ドールを使ったバトル。ドールだけが戦うとは限らず、ドールがマスターを襲撃したり、マスターが直接戦闘に参加したりすることもある。
ドールが戦闘不能になるとカードに戻ってしまい、一方のチームのドールが全員カードに戻ると決着し、参戦したドールは全員勝利したマスターのものになる。完全に決着が着く前にバトルを中止すると所有権の移動は発生しない。うずめのドールを奪いに来たチームが返り討ちにあっても、負けたマスターは自分のドールを失わずに済んだケースがほとんどである。
マニホールド空間
ファンタジスタドール達が生活している空間。空間内に家があり通常と同じような暮らしをしており、電話からマスターに連絡を取ることも可能。ドールは倒されると倒された相手のマニホールド空間に行くことになる。マスター同士が近いと通信で他のマニホールド空間に行くことが出来る。

## スタッフ
- 原作 - ファンタジスタドールプロジェクト（東宝、アンバーフィルムワークス、谷口悟朗）[5]
- 監督 - 斎藤久[5]
- 副監督 - 中智仁
- 設定 - 遠野明里
- 構成協力 - 柿原優子[5]、木村暢[5]
- 世界考証 - 鈴木貴昭[5]
- キャラクターデザイン原案・カードデザイン - Anmi[5]
- アニメーションキャラクターデザイン・総作画監督 - 加藤裕美[5]
- ユークリッドデバイスデザイン - 結城信輝、加藤裕美
- 美術監督 - 池田繁美[5]
- 美術設定 - 池田繁美[5]、大久保修一
- 色彩設定 - 岩沢れい子[5]
- 撮影監督 - 関谷能弘[5]
- 編集 - 森田清次[5]
- 音響監督 - 鶴岡陽太[5]
- 音楽 - 高梨康治[5]
- 音楽プロデューサー - 中村方俊
- 音楽ディレクター - 小林健樹
- プロデューサー - 岡村和佳菜、土井美奈子、奥村善生、原田鉄平、文宣恵、金子敏明
- クリエイティブプロデューサー - 谷口悟朗[5]
- アニメーションプロデューサー - 池口和彦、堀裕治
- 制作プロデューサー - 永井理
- アニメーション制作 - フッズエンタテインメント[5]
- プロジェクト統括 - アンバーフィルムワークス[5]、十文字[5]
- 製作 - FD製作委員会（東宝、ドリコム、凸版印刷、グッドスマイルカンパニー、ブシロード、ソニーPCL）

## 主題歌
オープニングテーマ「今よ！ファンタジスタドール」
作詞 - Funta7 / 作曲・編曲 - 高梨康治
歌 - 鵜野うずめ（大橋彩香）、ささら（津田美波）、カティア（徳井青空）、しめじ（赤﨑千夏）、マドレーヌ（大原さやか）、小明（長谷川明子）
エンディングテーマ「DAY by DAY」
作詞 - Funta3 / 作曲・編曲 - 片山修志
歌 - 鵜野うずめ（大橋彩香）、ささら（津田美波）、カティア（徳井青空）、しめじ（赤﨑千夏）、マドレーヌ（大原さやか）、小明（長谷川明子）

## 各話リスト
| 話数 | サブタイトル                       | 脚本                  | 絵コンテ   | 演出                | 作画監督                                                    | 総作画監督        |
| ---- | ---------------------------------- | --------------------- | ---------- | ------------------- | ----------------------------------------------------------- | ----------------- |
| #1   | うずめうずうず 忍び寄る怪しい影?   | 柿原優子              | 斎藤久     | 中智仁              | 小林利充                                                    | -                 |
| #2   | ささらさらさら 仮にもマイマスター? | 木村暢                | 斎藤久     | 上田繁 重原克也     | 滝本祥子                                                    | -                 |
| #3   | さくっと作戦 マドレーヌの献身?     | 柿原優子              | 小島正幸   | 高橋成世            | 片岡育、平野勇一 島千蔵                                     | -                 |
| #4   | じめじめしめじ 残念王子の逆襲?     | 柿原優子              | 越田知明   | 越田知明            | 佐藤浩一、斉藤健吾                                          | 滝本祥子          |
| #5   | ばたばたバイト はじめてのカティア? | 木村暢                | 中智仁     | 長岡義孝            | 丹澤学、蒼依ふたば                                          | -                 |
| #6   | 小明かりかり 拘束と献身?           | 村井さだゆき          | 島崎奈々子 | 島崎奈々子          | 小林利充                                                    | 滝本祥子          |
| #7   | 心ころころ? あわせてひとつ         | 吉村清子              | 小島正幸   | 上田繁 重原克也     | 森川侑紀、中森晃太郎 重原克也（メカ）                       | -                 |
| #8   | 玉ねぎたまたま 文化の祭り?         | 篠塚智子 村井さだゆき | 小島正幸   | 中智仁              | 飯飼一幸、末田晃大 糟谷健一郎、水竹修治 沈宏                | 滝本祥子          |
| #9   | かがみかみかみ? まぎれる気持ち     | 木村暢                | 須永司     | 高橋成世 島崎奈々子 | 岩田竜治、片岡育 島千蔵、沈宏 糟谷健一郎、藤田正幸 永野孝明 | -                 |
| #10  | ぽかーんとポーカー 委員会の挑戦?   | じんのひろあき        | 坂田純一   | 長岡義孝            | 蒼依ふたば                                                  | -                 |
| #11  | 小町まちまち? 約束の献身           | 谷口悟朗 木村暢       | 坂田純一   | 越田知明            | 小林利充、沈宏 糟谷健一郎、萩尾圭太 永野孝明                | -                 |
| #12  | 希望うきうき みんなきらきら        | 谷口悟朗 木村暢       | 斎藤久     | 島崎奈々子 越田知明 | 森川侑紀、水竹修治 末田晃大、福田裕樹 重原克也（メカ）      | 加藤裕美 滝本祥子 |

## 放送局
| 放送地域   | 放送局             | 放送期間                 | 放送日時                     | 放送系列   | 備考                             |
| ---------- | ------------------ | ------------------------ | ---------------------------- | ---------- | -------------------------------- |
| 近畿広域圏 | 毎日放送           | 2013年7月7日 - 9月29日   | 日曜 3:28 - 3:58（土曜深夜） | TBS系列    | アニメシャワー 第4部             |
| 東京都     | TOKYO MX           | 2013年7月8日 - 9月30日   | 月曜 0:00 - 0:30（日曜深夜） | 独立局     |                                  |
| 日本全域   | ニコニコチャンネル | 2013年7月8日 - 9月30日   | 月曜 0:00 更新（日曜深夜）   | ネット配信 |                                  |
| 日本全域   | BS11               | 2013年7月8日 - 9月30日   | 月曜 0:30 - 1:00（日曜深夜） | BS放送     | ANIME+枠                         |
| 日本全域   | AT-X               | 2013年7月12日 - 10月4日  | 金曜 23:00 - 23:30           | CS放送     | リピート放送あり                 |
| 日本全域   | dアニメストア      | 2013年7月22日 - 10月14日 | 月曜 12:00 更新              | ネット配信 | 見放題サービス利用者は全話見放題 |
| 日本全域   | バンダイチャンネル | 2013年7月22日 - 10月14日 | 月曜 12:00 更新              | ネット配信 | 見放題サービス利用者は全話見放題 |

## BD / DVD
| 巻 | 発売日         | 収録話          | 規格品番   | 規格品番   |
| 巻 | 発売日         | 収録話          | BD         | DVD        |
| -- | -------------- | --------------- | ---------- | ---------- |
| 1  | 2013年9月20日  | 第1話 - 第2話   | TBR-23241D | TDV-23251D |
| 2  | 2013年10月25日 | 第3話 - 第4話   | TBR-23242D | TDV-23252D |
| 3  | 2013年11月22日 | 第5話 - 第6話   | TBR-23243D | TDV-23253D |
| 4  | 2013年12月20日 | 第7話 - 第8話   | TBR-23244D | TDV-23254D |
| 5  | 2014年1月24日  | 第9話 - 第10話  | TBR-23245D | TDV-23255D |
| 6  | 2014年2月21日  | 第11話 - 第12話 | TBR-23246D | TDV-23256D |

## 関連作品

### WEBラジオ
『ファンタジスタトーク』
2013年6月28日から10月11日まで、HiBiKi Radio Stationと音泉にて毎週金曜日に配信されていた。パーソナリティは鵜野うずめ役の大橋彩香が務める。

### WEBノベル
『ファンタジスタドール お砂糖とスパイスと何か素敵なもので女の子はできている』
公式サイトで配信されているショートノベル。著：じんのひろあき、イラスト：Anmi。未完。

#### 登場人物（ノベル）
鮎原ヨモギ
うずめ達がコミフェスで出会ったドールマスターで、「白玉ぜんざい猫」でプロデビュー直前の漫画家。
ロラン、ヴァニラ、ピンクのツインテ
ヨモギのドール達。漫画のアシスタントもしている。
京城寺ユキ、能生ナナ、森下コンタ
グオを製作した東京東西工科大学の仮想現実化研究会（カソ研）のメンバー。
グオ
コミフェスで展示予定だったロボット恐竜のAI搭載自走式実物大ティラノサウロス。しめじと出会ったことにより暴走してしまう。

#### 各話リスト（ノベル）
- 第1回 2013年4月19日
- 第2回 2013年4月26日
- 第3回 2013年5月3日
- 第4回 2013年5月10日
- 第5回 2013年5月17日
- 第6回 2013年5月24日
- 第7回 2013年5月31日
- 第8回 2013年6月7日
- 第9回 2013年6月14日
- 第10回 2013年6月21日
- 第11回 2013年6月28日
- 第12回 2013年7月8日
- 第13回 2013年7月12日
- 第14回 2013年7月19日

### サウンドドラマ
『ファンタジスタドール オリエンテーション』
公式サイトで配信されている音声ドラマ。
- 第1回 うずめ・かがみ・まない編 2013年6月6日
- 第2回 ささら編 2013年6月12日
- 第3回 カティア編 2013年6月14日
- 第4回 しめじ編 2013年6月19日
- 第5回 小明編 2013年6月21日
- 第6回 マドレーヌ編 2013年6月26日

### コミック
『ファンタジスタドール Mix』
4コマ漫画。『ニュータイプエース』（角川書店）Vol.20（2013年5月号）からVol.23（同年8月号）まで連載。連載誌の休刊に伴い『コンプティーク』に移籍し、2013年9月号から11月号まで連載。漫画はAnmi、協力：遠野明里。
『ファンタジスタドール 〜プレリュードかがみ〜』
『月刊コミックアライブ』（メディアファクトリー）2013年7月号より11月号までスピンオフコミックが連載。漫画は鍵空とみやき。全1巻。
登場人物
宮内かなで（みやうち かなで）
主人公。姉が行方不明になっており、かがみに助けを求める。
戸取かがみ（ととり かがみ）
ドールマスター。ある条件でネット掲示板に文面を書き込むと現れると噂されている。
ドールは本編同様「くのいち」「ラムキュー」「リーリン」「マゾーン」「A.S.」。
かなでの姉
ある日から行方不明になっており、再会したときには「サーカス」のメンバーになっていた。
マチネ、ソワレ、
「サーカス」を名乗るドールマスター達。
ユウカ
かなでの友人。

『ファンタジスタドール』
『月刊コンプエース』（角川書店）2013年7月号より2014年7月号まで連載のオフィシャルコミカライズ。漫画はめきめき。

### 小説
『ファンタジスタドール イヴ』
2013年9月にハヤカワ文庫JA（早川書房）より発売。著者は野﨑まど。アニメ本編の前日譚に当たるエピソードで、ファンタジスタドールという存在を生み出した科学者の半生を描く。
登場人物
大兄 太子（おおえ たいし）
主人公。幼少期の出来事に起因するトラウマと自己嫌悪から、女性に対して「人間らしい」俗な感情を求めながらも一線を引いてしまう、歪んだ人格を持ちそれを自覚している。大学在学中に既存の物理学を塗り替える「質量傾斜理論」を発見し、遠智・中砥らと研究を進めるが、遠智に邪な内面を見透かされたことと、中砥の喪失を機に、「人間」としての制約から逃れ、理論の果てにある「理想の女性」ファンタジスタドールの開発に邁進する。
名前の由来は中大兄皇子と聖徳太子。
遠智 要（おち いらず）
大兄の研究に後から参加した科学者で、専門は複雑系科学および情報科学。大兄に匹敵する天才であり、大兄が一切の手加減・配慮なしに会話できる唯一の人物。婚約者に裏切られた経験から、女性への不信感と同時に、理想の女性への憧憬を抱えている。
名前の由来は遠智娘。なお、中大兄皇子と遠智娘の子に鸕野讃良（うののささら）がいる。
笠野 志太郎（かさの したろう）
大兄の大学での同期生。大兄とは対照的に俗物で、人間らしさと一線を引いている大兄を「人間」の側へ繋ぎ止め続けた。
名前の由来は吉備笠志太留。
中砥 生美（なかと うみ）
大兄の後輩で、ともに質量傾斜理論の研究を進めた才媛。大兄とはほぼ相思相愛の関係だったが、笠野が卒業し遠智がプロジェクトに加わると、次第に大兄に付いていくことができなくなる。
名前の由来は中臣鎌足。
ロングロウド
米国防総省所属の研究者であり、全世界の多種多様な属性を持つ男性が集まる組織「Y-ome」の一員。
名前の由来は藤原道長。
『ファンタジスタドール』
2013年10月19日にドラゴンブック（富士見書房）より発売。アニメの公式ノベライズ。
原作はファンタジスタドールプロジェクト・FD製作委員会、著者は水島朱音、カバーイラストは加藤裕美、カバーイラスト制作はアンバーフィルムワークス・十文字、本文イラストは代官山ゑびす。

### コンピュータゲーム
『ファンタジスタドール ガールズロワイヤル』
2013年夏より配信が開始されたスマートフォン向けソーシャルゲーム。ドリコムによる開発。略称は「ガルロワ」。2013年6月27日より事前受付開始。9月2日よりiOS版、10月18日にはAndroid版がサービス開始。2015年6月30日をもってサービス終了。
もともと『ファンタジスタドール』はソーシャルゲーム化を前提とした企画であって、この『ガルロワ』はアニメと並行して開発されており、「アニメ作品のゲーム化」というわけではない。
プレイヤーは「カードマスター」となり、契約したドールとの絆を深めていく。アニメの主人公・うずめはナビゲーターとして登場する。内容は、ドールと一緒におでかけしてアイテムやカードを集め、ライバルと対戦するというもの。専用の部屋にドールを住まわせ、着せ替えや模様替えを楽しむこともできる。
この他、NECビッグローブの『嫁コレ』にも一部のキャラクターが配信されている。

### トレーディングカードゲーム
2013年秋から展開のオンラインTCG『ファイブクロス』に参戦。

### CD
東宝より発売。
| 発売日         | タイトル                                                                           | 規格品番   |
| -------------- | ---------------------------------------------------------------------------------- | ---------- |
| 2013年9月18日  | ファンタジスタドール Character Song !! vol.1（鵜野うずめ、羽月まない、戸取かがみ） | THCS-60006 |
| 2013年9月18日  | ファンタジスタドール Character Song !! vol.2（ささら、小明）                       | THCS-60007 |
| 2013年10月16日 | ファンタジスタドール Character Song !! vol.3（しめじ、マドレーヌ）                 | THCS-60008 |
| 2013年11月20日 | ファンタジスタドール Character Song !! vol.4（カティア、鵜野みこ）                 | THCS-60013 |
| 2013年12月18日 | ファンタジスタドール オリジナル・サウンドトラック                                  | THCA-60021 |